# Massimo Paris
Massimo Paris (* 1953 in Rom; † vor oder am 11. Februar 2025) war ein italienischer Violinist, Komponist, Dirigent und Musikpädagoge.

## Leben und Wirken
Massimo Paris studierte am Santa Cecilia Konservatorium in Rom, wo er in den Fächern Viola, Komposition und Dirigat mit Bestnoten abschloss. Darüber hinaus vertiefte er seine musikalischen Fähigkeiten an der Accademia Musicale Chigiana in Siena, am Konservatorium in Genf, beim Internationalen Musik-Seminar Prussia Cove in England und im Rahmen der Hindemith-Stiftung in Blonay. Dabei waren Bruno Giuranna im Fach Viola, Franco Ferrara im Fachbereich Dirigat, Irma Ravinale im Fach Komposition sowie Riccardo Brengola und Sándor Végh im Bereich der Kammermusik seine wichtigsten Lehrer.
Die nach seiner Ausbildung folgende Konzertkarriere führte Massimo Paris sowohl als Solist mit der Viola und der Viola d’Amore wie auch als Dirigent zu den großen Konzertsälen weltweit. Er trat unter anderem auf in der Carnegie Hall und dem Lincoln Center in New York City, an der Mailänder Scala, am Opernhaus Sydney und an der Pariser Oper, im Concertgebouw Amsterdam, in der Berliner Philharmonie und im Leipziger Gewandhaus.
Als Kammermusiker gehörte Massimo Paris unter anderem dem Kammerorchester I Virtuosi di Roma und seit 1978 dem I Musici di Roma an und zählte 1994 zu den Mitbegründern des Stradivari String Quartetts. Im Rahmen seiner Konzerte trat er mit so bekannten Musikern auf, wie beispielsweise Pepe Romero, Menahem Pressler, Peter Lukas Graf, Boris Mironowitsch Pergamenschtschikow, Christian Zacharias und vielen anderen. Sein Repertoire umfasste hierbei die Barockmusik bis hin zur Zeitgenössischen Musik. Weiterhin folgten zahlreiche weltweite Einladungen zu Gastauftritten als Solist bei verschiedenen internationalen Musikfestivals.
Nachdem Paris bereits im Jahr 1986 zu den Mitbegründern der Accademia Musicale Italiana gehört hatte, erhielt er im Jahr 2003 eine Berufung zum ersten Dirigenten und künstlerischen Leiter des Concerto Málaga Orchestra, welches seinen Schwerpunkt auf die Musik spanischer Komponisten legt. In gleicher Funktion wurde er darüber hinaus mehrfach für das Festival Internacional de Música y Danza de Granada sowie als Gastdirigent an renommierten Konzerthäusern in Europa, Asien und Südamerika eingeladen.
Als Komponist machte Massimo Paris vor allem durch seine Kadenzen der Violinkonzerte von Alessandro Rolla und die 18 Kadenzen über das Werk L’Arte del Violino; XII ConcertI Cioè, Violino solo, con XXIV Capricci ad libitum von Pietro Locatelli auf sich aufmerksam.
Paris erhielt sowohl von dem Santa Cecilia Konservatorium in Rom als auch von der Hochschule für Musik und Tanz Köln, Abteilung Aachen eine Berufung als ordentlicher Professor für Viola und Viola d’Amore sowie Kammermusik. Darüber hinaus hielt er zahlreiche Meisterkurse im In- und Ausland ab.
Zahlreiche Einladungen von verschiedenen Radio- und Fernsehsendern weltweit sowie mehrere CD-Einspielungen bestätigen ebenfalls sein internationales Renommee. Paris spielte eine seltene und um 1600 in Brescia von Giovanni Paolo Maggini geschaffene Violine. Bei der Aufnahme von Vivaldis Konzerten für Viola d’amore verwendete er ein Instrument von Lorenzo Carcassi, Florenz 1748.

## Diskografie (Auswahl)
- Kammermusik für Oboe und Streicher von W. A. Mozart, J. M. Haydn und J. C. Bach, mit Heinz Holliger u. a., Denon 1984
- Konzerte für Viola d’amore, Streicher und Continuo von Antonio Vivaldi, mit I Musici, Philips 1988
- Konzertauswahl von Antonio Vivaldi, Polygram-Musik-Vertrieb Hamburg 1990
- Konzerte für Gitarre und Viola d’amore von Antonio Vivaldi, mit Pepe Romero und I Musici, Philips 1992
- Violakonzerte von Alessandro Rolla und Kadenzen von Massimo Paris, Polygram-Musik-Vertrieb, Hamburg 1995
- Romero, Musik verschiedener Komponisten für Einzelinstrumente und Kammerorchester, Polygram-Musik-Vertrieb, Hamburg 1998